# Station Whiteabbey
Station Whiteabbey  is een spoorwegstation in Newtonabbey een voorstad aan de noordkant van de Noord-Ierse hoofdstad Belfast. Het station ligt aan de lijnen naar Derry en Larne. Na Whiteabbey splitst de lijn zich.